# Comuna Teliucu Inferior, Hunedoara
Teliucu Inferior (în maghiară: Alsótelek, Telek, în germană: Untertelek, Eisenhammer) este o comună în județul Hunedoara, Transilvania, România, formată din satele Cinciș-Cerna, Izvoarele, Teliucu Inferior (reședința) și Teliucu Superior.

## Istorie
Teliucul a fost în antichitate o importantă exploatare minieră de suprafață.
Atelierul daco-roman de la Teliuc aproviziona cu fier legiunea a XIII-a Gemina, din Apulum, dar și capitala provinciei, Sarmizegetusa.

## Demografie
Componența etnică a comunei Teliucu Inferior
     Români (86,75%)
     Alte etnii (1,38%)
     Necunoscută (11,87%)
Componența confesională a comunei Teliucu Inferior
     Ortodocși (76,71%)
     Penticostali (4,2%)
     Romano-catolici (2,03%)
     Baptiști (1,93%)
     Alte religii (2,18%)
     Necunoscută (12,96%)
Conform recensământului efectuat în 2021, populația comunei Teliucu Inferior se ridică la 2.022 de locuitori, în scădere față de recensământul anterior din 2011, când fuseseră înregistrați 2.344 de locuitori. Majoritatea locuitorilor sunt români (86,75%), iar pentru 11,87% nu se cunoaște apartenența etnică. Din punct de vedere confesional, majoritatea locuitorilor sunt ortodocși (76,71%), cu minorități de penticostali (4,2%), romano-catolici (2,03%) și baptiști (1,93%), iar pentru 12,96% nu se cunoaște apartenența confesională.

## Politică și administrație
Comuna Teliucu Inferior este administrată de un primar și un consiliu local compus din 11 consilieri. Primarul, Daniel Gheorghe Sorin Pupeză[*], de la Partidul Național Liberal, este în funcție din 2004. Începând cu alegerile locale din 2024, consiliul local are următoarea componență pe partide politice:
|  | Partid                    | Consilieri | Componența Consiliului | Componența Consiliului | Componența Consiliului | Componența Consiliului | Componența Consiliului | Componența Consiliului |
|  | ------------------------- | ---------- | ---------------------- | ---------------------- | ---------------------- | ---------------------- | ---------------------- | ---------------------- |
|  | Partidul Național Liberal | 6          |                        |                        |                        |                        |                        |                        |
|  | Partidul Social Democrat  | 5          |                        |                        |                        |                        |                        |                        |

## Atracții turistice
- Situl arheologic de la Cinciș-Cerna
- Necropola tumulară de la Cinciș-Cerna
- Lacul de acumulare de la Cinciș

## Personalități născute aici
- Remus Vlad (n. 1946), fotbalist, antrenor.